# Chaerophyllum intercedens
Chaerophyllum intercedens är en flockblommig växtart som beskrevs av Josef Murr. Chaerophyllum intercedens ingår i släktet rotkörvlar, och familjen flockblommiga växter. Inga underarter finns listade i Catalogue of Life.